# Stiftssekreterare
Stiftssekreterare är enligt 1936 års domkapitelslag titeln för ett domkapitels högste juridiske ämbetsman. Lagen § 17 stadgade i femton punkter dennes åligganden såsom chef för domkapitlets expedition och kansli och föredragande vid domkapitelssammanträdena. Befattningen benämndes tidigare konsistorienotarie. Stiftssekreteraren skulle vara tingsmeriterad jurist med lägst juris kandidatexamen.
I Finlands evangelisk-lutherska kyrkan stiftssekrererare är en tjänsteman i ett domkapitel, som har ansvar för olika verksamhetsområden i kyrkan. Det kan vara diakoni, uppforstran, mission, kyrkomusik och gudstjänst. Stiftssekrererare har en stiftsdekan som arbetsledare.